# SN 2007hf
SN 2007hf – supernowa typu Ia odkryta 24 sierpnia 2007 roku w galaktyce A023728-2332. W momencie odkrycia miała maksymalną jasność 18,60m.